# Wchar.h
wchar.h — заголовочный файл стандартной библиотеки языка программирования Си, часть стандарта расширения возможностей языка 1995 года. Содержит функции для работы с многобайтовыми и широкими символами.

## Типы
wchar_t
wint_t
wctype_t
mbstate_t
а также FILE (stdio.h), size_t(stddef.h), va_list (stdarg.h)

## Макросы
WCHAR_MAX — Максимальное значение представляемое объектом wchar_t.
WCHAR_MIN — Минимальное значение представляемое объектом wchar_t.
WEOF — Константное выражение типа wint_t, которое возвращается некоторыми функциями (работающими с широким символом) для индикации конца файла (end-of-file).

## Функции
Примечание: Для более удобного запоминания перед описанием функции поставлена «метка:», которая разделена дефисами в соответствии со смысловыми частями.
Смысловые сокращения:
wcs — (wide character string) строка широких символов
mbs — (multi bytes string) строка многобайтовых символов
is-w-al-num: iswalnum(wint_t wc) — проверяет символ на принадлежность к текстовым символам; вызов эквивалентен (iswalpha(c) || iswdigit(c))
is-w-alpha: int iswalpha(wint_t);
is-w-cntrl: int iswcntrl(wint_t);
is-w-ctype: int iswctype(wint_t, wctype_t);
is-w-digit: int iswdigit(wint_t);
is-w-graph: int iswgraph(wint_t);
is-w-lower: int iswlower(wint_t);
is-w-print: int iswprint(wint_t);
is-w-punct: int iswpunct(wint_t);
is-w-space: int iswspace(wint_t);
is-w-upper: int iswupper(wint_t);
is-w-xdigit: int iswxdigit(wint_t);
wcs-case-cmp: int wcscasecmp(const wchar_t *s1, const wchar_t *s2) — широкосимвольный эквивалент функции strcasecmp.
wcs-cmp: int wcscmp(const wchar_t *s1, const wchar_t *s2) — широкосимвольный эквивалент функции strcmp.
str-case-cmp: int strcasecmp(const char *s1, const char *s2) — сравнивает две строки s1 и s2, игнорируя регистр символов. Возвращает отрицательное, нулевое или положительное значение int, если s1 соответственно меньше, совпадает или больше s2.
str-n-case-cmp: int strncasecmp(const char *s1, const char *s2, size_t n) — почти аналогичная strcasecmp, за исключением того, что сравнивает только первые N символов s1.